# Campeonato Paraense de Futebol de 1957
O Campeonato Paraense de Futebol de 1957 foi a 45.ª edição da principal divisão do futebol do Pará. Organizada pela Federação Paraense de Desportos, a competição contou com a participação de seis clubes, todos sediados na capital Belém. O Paysandu sagrou-se campeão, conquistando seu 18º título estadual, enquanto o Remo ficou com o vice-campeonato. Toni, do Paysandu, foi o maior goleador do certame, com 14 gols marcados.

## Participantes
| Equipe      | Cidade | Títulos (mais recente) | Part. |
| ----------- | ------ | ---------------------- | ----- |
| Armazenador | Belém  | 0 (não possui)         | 4     |
| Combatentes | Belém  | 0 (não possui)         | 7     |
| Paysandu    | Belém  | 17 (1956)              | 41    |
| Pinheirense | Belém  | 0 (não possui)         | 3     |
| Remo        | Belém  | 19 (1954)              | 41    |
| Tuna Luso   | Belém  | 6 (1955)               | 23    |

## Premiação
| Campeonato Paraense de 1957     |
| Belém                           |
| ------------------------------- |
| Paysandu Bicampeão (18º título) |